# AEW Rampage
AEW Rampage — телевизионное рестлинг-шоу, выпускаемое американским промоушеном All Elite Wrestling (AEW) и транслируемое на телеканала TNT в Соединенных Штатах. Шоу дебютировало 13 августа 2021 года, выходит в эфир еженедельно в часовом формате. Это второе еженедельное телевизионное шоу AEW, идущее после флагманского шоу Dynamite.

## История
Рестлинг-промоушн All Elite Wrestling (AEW) был официально запущен 1 января 2019 года, а его еженедельная ведущая телевизионная программа Dynamite начала выходить на канале TNT в октябре того же года. 15 января 2020 года материнская компания TNT WarnerMedia и AEW объявили о продлении контракта на Dynamite на сумму 175 миллионов долларов США до 2023 года. В рамках нового соглашения было также объявлено, что AEW запускает второе еженедельное телешоу.
В мае 2021 года AEW представила свое второе еженедельное телешоу и четвертую программу под названием AEW Rampage, которая начнет выходить в эфир на канале TNT 13 августа как часовое шоу по пятницам в 10 вечера по восточному времени (ET). Во время главного события AEW Double or Nothing 30 мая бывший рестлер WWE Марк Генри был объявлен членом комментаторской команды Rampage в качестве аналитика. 4 августа комментаторы Dynamite и Dark — Экскалибур и Тэз, а также рестлер Крис Джерико, который несколько раз выступал в качестве приглашенного комментатора на Dynamite, были объявлены присоединившимися к Генри в команде комментаторов Rampage из четырех человек. Президент и исполнительный директор AEW Тони Хан сказал, что команда комментаторов не всегда будет состоять из четырех человек, так как Генри будет выполнять и другие функции на шоу, например, брать интервью. В сентябре рестлер AEW Рикки Старкс заменил Генри в команде комментаторов, и Генри теперь только брал интервью на шоу.
В интервью PWInsider Хан заявил, что хотя большинство эпизодов Rampage выходят в прямом эфире, некоторые эпизоды они предварительно записывают, в зависимости от города, в котором проходил предыдущий эпизод Dynamite. Он также сказал, что Rampage будет служить домашним шоу для платных шоу AEW (PPV), так как шоу выходит в эфир за два дня до этих событий, заменяя Dark. Хан также сказал, что WarnerMedia спросила его, не хочет ли он увеличить продолжительность Dynamite в среду до трех часов, но он отверг эту идею, заявив, что не хочет вести Dynamite такой продолжительности, поскольку он хочет, чтобы третий час был отдельным шоу в другой вечер. Он также заявил, что Rampage не будет второстепенным шоу по отношению к Dynamite, а будет его партнером или эквивалентом.
Rampage выходит в эфир сразу после пятничной телепрограммы WWE, SmackDown, которая выходит на канале Fox. Несмотря на то, что Dynamite с октября 2019 года по апрель 2021 года шел в паре с NXT, ожидалось, что Rampage и SmackDown не будут пересекаться почти по всей стране, если только последний не будет идти по расписанию, которое заканчивается в 10 вечера по восточному времени, когда начинается трансляция Rampage. На сегодняшний день это произошло лишь однажды, 15 октября 2021 года. В тот вечер SmackDown показал специальный эпизод под названием Supersized SmackDown, который продлил время показа до 10:30 вечера, а дополнительные 30 минут транслировались без рекламы, таким образом, напрямую конкурируя с Rampage в течение первых 30 минут. SmackDown также транслировался на родственном канале Fox FS1 из-за того, что на Fox транслировался плей-офф MLB, что также снизило обычную среднюю зрительскую аудиторию SmackDown. В течение 30 минут, когда шоу шли один на один, Rampage обошел SmackDown в ключевой демографической группе зрителей от 18 до 49 лет, собрав 328 000 зрителей против 285 000 зрителей SmackDown.
Первоначально было объявлено, что и Dynamite, и Rampage перейдут на родственный канал TNT — TBS, также принадлежащий WarnerMedia, в январе 2022 года. Однако 23 сентября 2021 года стало известно, что Rampage останется на TNT.